# Mario Zanello
Mario Zanello (Vercelli, 22 luglio 1903 – Carmagnola, 25 gennaio 1981) è stato un calciatore italiano, di ruolo difensore.

## Carriera

### Club
Dopo un decennio di carriera nella Pro Vercelli, che in quegli anni aveva terminato il suo periodo d'oro, avendolo portato a disputare il primo campionato nell'appena costituita Serie A, passò al Torino, con cui nella stagione 1935-1936 arrivò a vincere la Coppa Italia e a sfiorare lo scudetto, piazzandosi al terzo posto in Serie A. Passò quindi al Chieri, e poi al Vigevano, allora in Serie B, con cui chiuse la carriera.
Risulta, secondo alcune fonti nella squadra della Pro Vercelli che vinse l'ultimo scudetto.
Nell'estate del 1928, dal 23 luglio al 13 settembre, prestato dalla Pro Vercelli con il compagno di squadra Mario Ardissone, partecipò alla tournée negli Stati Uniti con la squadra del Brescia, giocando tutte e nove le partite delle rondinelle.

### Nazionale
Nel 1927 disputò due partite con la Nazionale italiana, entrambe valevoli per la Coppa Internazionale, debuttandovi a Praga il 23 ottobre 1927, in Cecoslovacchia-Italia 2-2; giocò inoltre due partite con la Nazionale B, con cui esordì 17 aprile 1927 in una vittoria in trasferta contro la Nazionale maggiore del Lussemburgo per 5-1.

## Palmarès

### Giocatore

#### Competizioni nazionali
- Coppa Italia: 1

Torino: 1935-1936

### Allenatore

#### Competizioni nazionali
- Serie C: 2

Cuneo: 1941-1942 (girone D)
Piombino: 1947-1948 (girone D)

## Statistiche

### Cronologia presenze e reti in nazionale
| Cronologia completa delle presenze e delle reti in nazionale ― Italia | Cronologia completa delle presenze e delle reti in nazionale ― Italia | Cronologia completa delle presenze e delle reti in nazionale ― Italia | Cronologia completa delle presenze e delle reti in nazionale ― Italia | Cronologia completa delle presenze e delle reti in nazionale ― Italia | Cronologia completa delle presenze e delle reti in nazionale ― Italia | Cronologia completa delle presenze e delle reti in nazionale ― Italia | Cronologia completa delle presenze e delle reti in nazionale ― Italia |
| Data                                                                  | Città                                                                 | In casa                                                               | Risultato                                                             | Ospiti                                                                | Competizione                                                          | Reti                                                                  | Note                                                                  |
| --------------------------------------------------------------------- | --------------------------------------------------------------------- | --------------------------------------------------------------------- | --------------------------------------------------------------------- | --------------------------------------------------------------------- | --------------------------------------------------------------------- | --------------------------------------------------------------------- | --------------------------------------------------------------------- |
| 23/10/1927                                                            | Praga                                                                 | Cecoslovacchia                                                        | 2 – 2                                                                 | Italia                                                                | Coppa Internazionale 1927-1930                                        | -                                                                     |                                                                       |
| 06/11/1927                                                            | Bologna                                                               | Italia                                                                | 0 – 1                                                                 | Austria                                                               | Coppa Internazionale 1927-1930                                        | -                                                                     |                                                                       |
| Totale                                                                |                                                                       | Presenze                                                              | 2                                                                     |                                                                       | Reti                                                                  | 0                                                                     |                                                                       |